# 郊区 (秦皇岛市)
秦皇岛市郊区，旧区名，河北省已撤消的市辖区。
1983年，县级秦皇岛市升为地级秦皇岛市，改汤河区置秦皇岛市郊区。在今河北省秦皇岛市中部。秦皇島市下辖4区4县：海港区、北戴河区、山海关区、郊区、撫寧县、昌黎县、盧龙县、乐亭县。1986年撤销郊区，并入海港区。 